# Cyclops nigerianus
Cyclops nigerianus – gatunek widłonoga z rodziny Cyclopidae. Nazwa naukowa gatunku została po raz pierwszy opublikowana w 1910 roku przez brytyjskiego zoologa George’a Stewardsona Brady'ego.